# Bic Cristal
El Bic Cristal (també conegut com a bolígraf Bic) és un bolígraf econòmic i d'un sol ús produït a gran escala i venut per la companyia francesa Société Bic amb seu a Clichy-sur-Seine.

## Història

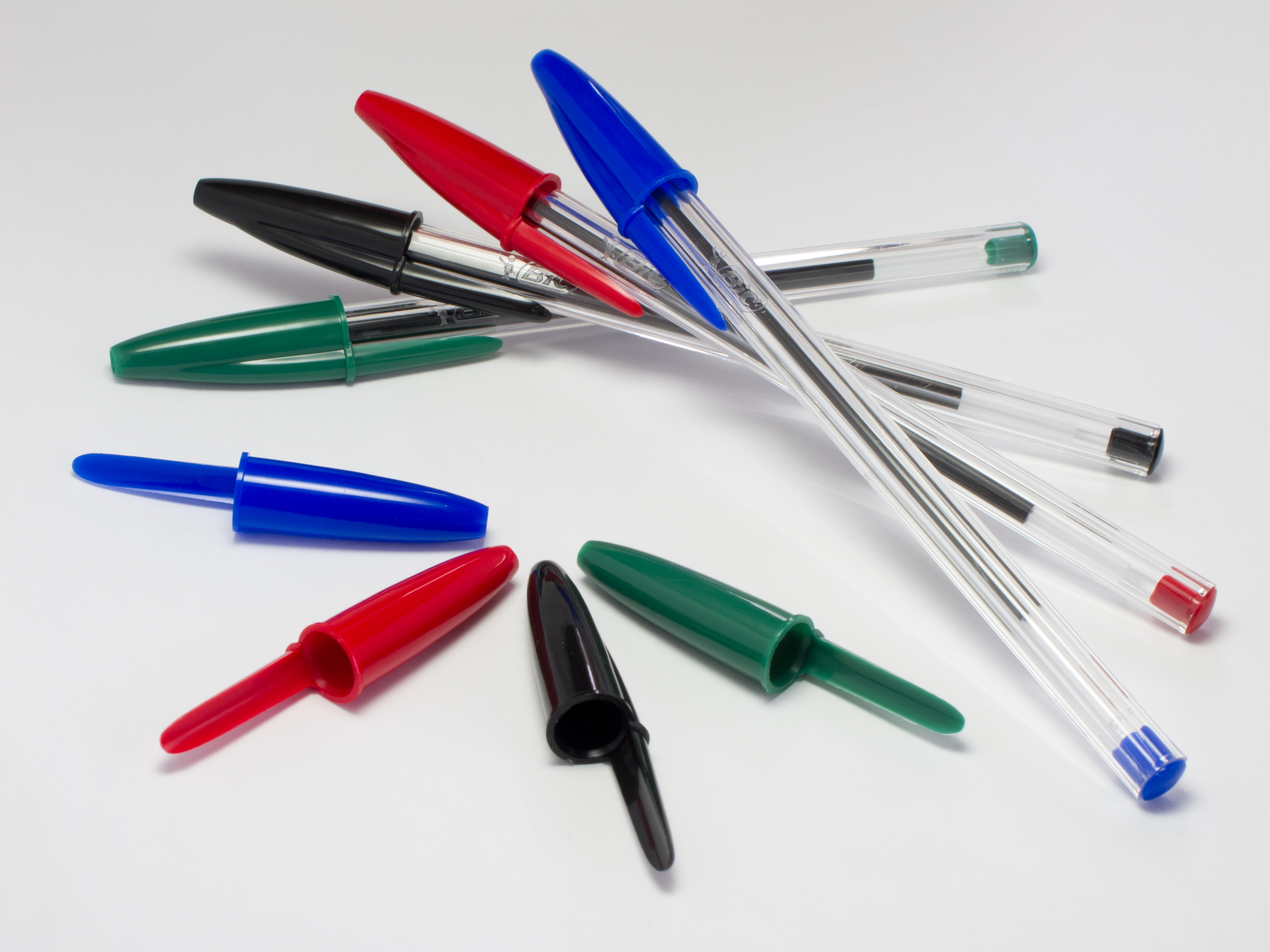
Quatre Bic Cristal.

El 1945, en acabar la segona guerra mundial, Marcel Bich i Edouard Buffard van fundar la Société PPA (acrónim, que en francès significa "pens, mechanical pencils and accessories") a Clichy, un suburbi al nord de París. Durant la guerra, Bich havia vist un bolígraf fabricat a l'Argentina per László Bíró. Aleshores decidí crear els seus propis bolígrafs i aconseguir posar al mercat un bolígraf revolucionari, fiable i barat, que comercialitzaria amb el seu propi nom però sense l'"h" final. Entre 1949 i 1950 es va crear el Bic Cristal per l'equip de dissenyadors Décolletage Plastique a la Société PPA (posteriorment Société Bic). Bich va investigar, gràcies a tecnologia suïssa, la mida correcta de l'esfera, fins a aconseguir una mida en què la tinta mai gotejava ni tampoc mai s'obstruïa i sota la llicencia bíró va treure al mercat, el 1950, bic Cristal.
Bic va investigar profundament en publicitat, contractant el dissenyador de pòsters Raymond Savignac. El 1953 l'executiu de publicitat Pierre Guichenné va convèncer Bich d'escurçar el seu cognom a Bic, amb la finalitat d'adaptar-lo com a marca comercial fàcil de recordar i adaptable mundialment. Bic es va convertir en una marca de moda en la post-guerra Conegut a França com bolígraf atòmic, va ser clau per reemplaçar el mercat de plomes estilogràfiques els anys 50 i 60.
Marcel Bich es feu ràpidament amb la major part del mercat de bolígrafs econòmics.
El 1959 Bic va arribar al mercat Americà, que estava molt fragmentat al no haver-hi cap producte assequible en les vies de distribució habituals. Es venia a 19 centaus amb el lema "escriu a la primera, cada cop". El 1965, el ministre francès d'educació, Maurice Herzog, va autoritzar l'ús d'aquests bolígrafs a les aules de tot el país.
El Bic Cristal és el bolígraf més venut mundialment, arribant el 2004 a la xifra de cent mil milions de Bics venuts.

## Disseny
El disseny actual del Bic Cristal forma part de la col·lecció permanent del museu d'art modern de Nova York. com un dels productes industrials més reeixits de la història.
La seva forma hexagonal, inspirat en els llapis de fusta, permet utilitzar el mínim plàstic possible en la seva fabricació. Gràcies, també, als seu tres punts de suport, el bolígraf transmet una gran sensació d'estabilitat. El canó poliestirè mostra el nivell de tinta del bolígraf. Un petit forat al mateix canó, manté la pressió de l'aire a l'interior. La tinta baixa gràcies a la gravetat, per sortir per una bola situada a la part inferior El 1961 la bola d'acer inoxidable fou reemplaçada per una bola més resistent de carbur de tungstè vitrificada per calor. El 1991 es va passar a perforar els taps de propilè per tal d'evitar que els nens el succionin.